# Fadoro Sitolu Hili
Fadoro Sitolu Hili is een bestuurslaag in het regentschap Nias Utara van de provincie Noord-Sumatra, Indonesië. Fadoro Sitolu Hili telt 921 inwoners (volkstelling 2010).